# Synagoga Józefa Kaca w Łodzi
Synagoga Józefa Kaca w Łodzi – prywatny dom modlitwy znajdujący się w Łodzi przy ulicy Mikołajewskiej 64.
Synagoga została zbudowana w 1895 roku z inicjatywy Józefa Kaca. Mogła ona pomieścić 30 osób. Podczas II wojny światowej hitlerowcy zdewastowali synagogę.